# Benson Medal
La Benson Medal è una medaglia assegnata dalla Royal Society of Literature del Regno Unito, a intervalli irregolari.
Fondata nel 1916 da A. C. Benson, membro prestigioso della società, per onorare chi ha prodotto "opere meritorie in poesia, fiction, storia e belles-lettres" sulla base dell'attività del premiato e per la durata di tutta la sua vita, occasionalmente è stata data a personalità non legate al mondo letterario ma che hanno reso un buon servizio alla letteratura e spesso ad autori non britannici.

## Albo d'oro
- 1917: Gabriele D'Annunzio, Benito Pérez Galdós e Maurice Barrès
- 1923: Lytton Strachey
- 1925: Gordon Bottomley e George Santayana
- 1926: Percy Lubbock, Robert Wilson Lynd e Harold Nicolson
- 1927: F. A. Simpson, Helen Waddell
- 1930: Edmund Blunden
- 1931: Stella Benson
- 1934: Edith Sitwell
- 1938: E.M. Forster e G. M. Young
- 1939: F. L. Lucas e Andrew Young
- 1940: John Gawsworth e Christopher Hassall
- 1941: Christopher La Farge
- 1952: Frederick S. Boas
- 1966: J.R.R. Tolkien, Rebecca West e E. V. Rieu
- 1969: Cecil Woodham-Smith
- 1975: Philip Larkin
- 1979: R. K. Narayan
- 1981: Odysseus Elytis e Sacheverell Sitwell
- 1982: A.L. Rowse
- 1989: Anthony Burgess e Nadine Gordimer
- 1990: Wole Soyinka
- 1993: Julien Green
- 1996: Shūsaku Endō
- 2000: Christopher Fry
- 2002: David Sutton e Anita Desai
- 2004: James Parker e Maureen Duffy
- 2005: Edward Upward
- 2006: Ronald Blythe e Joan Winterkorn
- 2007: Nadine Gordimer
- 2008: John Saumarez Smith e Douglas Matthews
- 2009: Mark Le Fanu e Kay Dunbar
- 2010: Al Alvarez
- 2011: Diana Athill e Francis King
- 2012: David Pease e Jenny Uglow
- 2013: Wm. Roger Louis
- 2014: Deirdre Le Faye e Valentina Polukhina
- 2015: Nancy Sladek
- 2016: Christopher MacLehose
- 2017: Margaret Busby, Carmen Callil e Mary-Kay Wilmers
- 2018: Liz Calder
- 2019: Susheila Nasta[4]
- 2020: Boyd Tonkin
- 2021: Alastair Niven[5]
- 2022: Sandra Agard[6]
- 2023: Susan Roberts[7]
- 2024: SuAndi[8]